# Clan Anegakōji
Le clan Anegakōji (姉小路氏, Anegakōji-shi) était une lignée de samouraïs en descendance directe du clan Fujiwara et qui se fit connaître au XIVe siècle, durant l'époque de Kamakura.